# 아프리카아시아어족

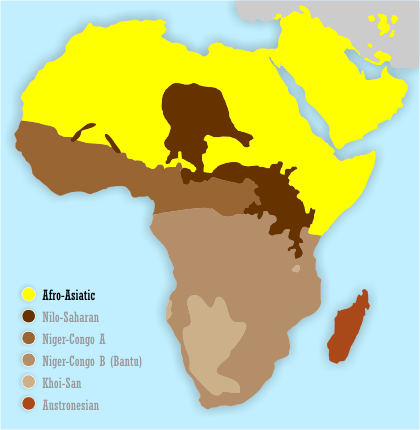
아프리카아시아어족 언어의 사용 지역(노란색)

아프리카아시아어족 또는 아프로아시아어족(영어: Afroasiatic languages)은 약 300개의 언어가 소속된 거대한 어족이다. 추정치는 학자마다 다르지만, 일반적으로 12,000년에서 18,000년 전에는 하나의 언어였을 것으로 학자들은 생각한다. 잘 확립된 어족 중 세계에서 가장 기록된 역사가 오래되었으며, 이 어족에 포함되는 언어들은 서아시아와 북아프리카, 아프리카의 뿔에서 우세하고 사헬의 일부 지역에서도 사용된다. 1950년 조지프 그린버그에 의해 처음 정립된 분류로서, 옛날에는 셈족과 함족이라는 민족 분류에 따라 함셈어족(영어: Hamito-Semitic) 혹은 셈함어족(영어: Semito-Hamitic)이라고도 불렸다.
오늘날 아프리카아시아어족은 5억 명 이상의 모어 화자를 가졌고, 인도유럽어족과 중국티베트어족, 니제르콩고어족에 이어 모든 어족 중 4번째로 큰 어족이다. 이 어족은 베르베르어파, 차드어파, 쿠시어파, 이집트어파, 오모어파, 셈어파라는 여섯 어파로 나뉜다. 아프리카아시아어족에서 가장 널리 사용되는 언어 혹은 방언연속체는 단연 아랍어이다. 아랍어는 셈어파에서 사실상 구분되는 언어 변이형들의 집합으로서, 약 3억 1,300만 명의 모어 화자를 가졌으며, 주로 서아시아와 북아프리카에 집중되어 있다.
아프리카아시아어족에는 현재 사용되는 언어 이외에도 여러 중요한 고대 언어가 속한다. 고대 이집트어나 셈어파에 속하는 아카드어, 성서 히브리어, 고대 아람어와 같은 언어들이다. 아프리카아시아어족의 원향 및 최초의 공통 조상 언어(아프리카아시아조어)가 사용된 시기에 대해서는 아직 역사언어학계의 합의가 이뤄지지 않았다. 현재까지 원향으로 제안된 지역에는 북아프리카와 아프리카의 뿔, 사하라 동부, 레반트 지역이 있다.

## 분류

아프리카아시아어족 어파 사이의 계통관계 (Lipiński 2001)

아프리카아시아어족의 분류에 대한 여러 학설의 비교

일반적으로 아프리카아시아어족은 다음과 같이 분류한다.
- 베르베르어파
- 차드어파
- 쿠시어파
- 이집트어파
- 오모어파
- 셈어파
- (베자어파: 논쟁 중)

6개의 어파가 있다는 것에는 일반적으로 합의가 되어 있으나, 아프리카아시아어족을 연구하는 언어학자들은 몇 가지 사항에서 합의하지 못하고 있다. 그 내용은 다음과 같다.
- 오모어파는 아프리카아시아어족에서 가장 논쟁적인 일원인데, 대부분의 언어학자가 아프리카아시아어족 언어를 분류하는 데 있어 가장 중요시하는 문법 형태소가 "부재하거나 확연히 불안정"하기 때문이다(Hayward 1995). Greenberg(1963)와 다른 학자들은 오모어파를 아프리카아시아어족의 일부로 간주하는 한편, 다른 학자들은 아프리카아시아어족에 포함되긴 하는지 의심하고 있다(예: Theil 2006)[7].
- 옹고타어의 정체성과 위치도 널리 의문시된다. 옹고타어의 "혼합된" 모습과 연구 및 자료의 부족함 때문이다. 해럴드 플레밍(Harold C. Fleming, 2006)은 옹고타어가 아프리카아시아어족에서 독자적인 분류를 구성한다고 제안했다.[8] Bonny Sands(2009)는 Savà & Tosco(2003)의 제안이 가장 설득력 있다고 말한다. 즉, 옹고타어는 동쿠시어파이며 나일사하라어족 기층 언어와 혼합되었다는 것이다. 다른 말로 옹고타인들은 한때 나일사하라 언어를 구사했으나 쿠시어파의 언어로 언어를 바꾸었고 그 때문에 이전에 사용하던 나일사하라 언어의 특징을 간직하게 되었다는 것이다.[7]
- 베자어파는 종종 아프리카아시아어족의 독립된 어파로 제시되지만 더 일반적으로는 쿠시어파로 분류되며, 내부적으로 높은 다양성을 지닌다.
- 쿠시어파의 다양한 분파가 실제로 하나의 분기군을 형성하는지 종종 의문시된다. 그러나 아프리카아시아어족에 포함된다는 것은 의심받지 않는다.
- 오모어파를 제외한 아프리카아시아어족의 다섯 어파의 상호관계에 대해서도 합의가 존재하지 않는다. 이런 상황은 드문 일이 아니며, 다른 잘 확립된 어족에서도 일어난다. 예를 들어 학자들은 인도유럽어족의 내적 분류에 대해서도 자주 다른 의견을 보인다.
- 메로에어는 아프리카아시아어족의 미분류된 언어로 제안되었다(Bruce Trigger, 1964,[9] 1977[10]). 어족의 다른 언어와 음소배열론적 특징을 공유하지만, 분류를 확증할 충분한 증거가 없기 때문이다(Fritz Hintze, 1974,[11] 1979[12]).

## 인구
아랍어가 아프리카아시아어족에서 가장 널리 사용되는 언어이며 3억명이 넘는 모어 화자를 가지고 있다. 아프리카아시아어족 언어 중 널리 사용되는 다른 언어들로는 다음과 같은 것들이 있다.
- 하우사어 (차드어파): 나이지리아 북부와 니제르 남부의 주요 언어로, 4천만 명 이상이 제1 언어로 사용하며 서아프리카와 사헬지역에서 2천만 명 이상의 사람이 교통어로 사용한다.[13]
- 오로모어 (쿠시어파): 에티오피아와 케냐에서 약 3천 4백만 명이 사용.
- 암하라어 (셈어파): 에티오피아에서 사용되며, 2천 5백만 명 이상의 모어 화자와 더불어 다른 수백만 명의 에티오피아인이 제2 언어로 사용한다.[14]
- 소말리어 (쿠시어파): 소말리아와 지부티, 동부 에티오피아, 케냐 북동부에서 천 6백만 명이 사용.[15]
- 아파르어 (쿠시어파): 에티오피아와 지부티, 에리트레아에서 약 750만 명이 사용.[16]
- 실하어 (베르베르어파): 모로코에서 약 7백만 명이 사용.[17]
- 티그리냐어 (셈어파): 에리트레아와 에티오피아에서 약 690만 명이 사용.[18]
- 카빌어 (베르베르어파): 알제리에서 약 560만 명이 사용.[19]
- 히브리어 (셈어파): 이스라엘과 해외 유대인 공동체에서 약 9백만 명이 사용(5백만 명의 모어 화자와 4백만 명의 제2 언어 화자). 또한 유대인과 사마리아인의 전례 언어로 사용된다.[20]
- 중앙 아틀라스 타마지그트어 (베르베르어파): 모로코에서 460만 명이 사용.[21]
- 리프어 (베르베르어파): 모로코에서 420만 명이 사용.[22]
- 구라게어군 (셈어파): 에티오피아에서 2백만 명이 이상이 사용하는 언어들의 집합.[23]
- 아시리아 신 아람어 (셈어파): 해외 아시리아인 공동체에서 50,000명이 사용하는 현대 아람어의 한 변이형.[24]

## 기원 시기
아프리카아시아어족의 가장 오래된 기록 증거는 고대 이집트어 비문이며 기원전 3,400년(5400년 전)의 것으로 추정된다.이집트 신성문자를 닮은 게르제(나카다 II) 토기의 상징은 대략 기원전 4000년으로 거슬러 올라가며, 더 이전으로 거슬러 올라갈 수도 있음을 암시한다. 따라서 아프리카아시아어족의 기원 시기는 적어도 이보다는 오래되어야 한다. 하지만 고대 이집트어는 아프리카아시아조어와 매우 다르며(Trombetti 1905: 1–2), 두 언어 사이에는 상당한 시간이 경과했어야 한다. 아프리카아시아조어가 사용된 연대의 추정치는 학자마다 크게 다르다. 기원 시기의 추정치는 기원전 7,500년경 (9,500년 전)에서 기원전 16,000년경(18,000년 전) 사이에 해당한다. 이고르 디야코노프(Diakonoff, 1988: 33n)에 따르면, 아프리카아시아조어는 기원전 10,000년경에 사용됐다. Christipher Ehret(2002: 35–36)은 아프리카아시아조어가 늦어도 11,000년경, 어쩌면 가장 이르게는 기원전 16,000년경에 사용되었다고 주장한다. 이 연대는 다른 조어들에 부여된 기원 시기들보다 이르다.

## 기원지와 확산
과거에는 아프리카아시아어족의 기원지를 오리엔트에서 찾는 시각도 있었지만, 현재는 북동쪽 아프리카의 수단과 에티오피아 부근이라는 것이 정설로 되어 있다. 아프리카아시아어족의 확산과 관련하는 유전자로서 Y염색체 하플로 그룹 E1b1b 계통을 들 수 있다.
E1b1b는 북동 아프리카에서 발상되었으며, 이러한 언어 계통수, Y염색체 계통수 모두 아프리카아시아어족의 아프리카 기원을 나타내고 있다.

## 문법적 유사성
| ↓ 수     | 언어 → | 아랍어    | 카빌어     | 소말리어  | 베자어   | 하우사어  |
| -------- | ------ | --------- | ---------- | --------- | -------- | --------- |
| ↓ 수     | 동사 → | katab     | afeg       |           | naw      |           |
| ↓ 수     | 의미 → | 쓰다      | 날다       | 오다      | 실패하다 | 마시다    |
| singular | 1      | ʼaktubu   | ttafgeɣ    | imaadaa   | anáw     | ina shan  |
| singular | 2f     | taktubīna | tettafgeḍ  | timaadaa  | tináwi   | kina shan |
| singular | 2m     | taktubu   | tettafgeḍ  | timaadaa  | tináwa   | kana shan |
| singular | 3f     | taktubu   | tettafeg   | timaadaa  | tináw    | tana shan |
| singular | 3m     | yaktubu   | yettafeg   | yimaadaa  | ináw     | yana shan |
| dual     | 2      | taktubāni |            |           |          |           |
| dual     | 3f     | taktubāni |            |           |          |           |
| dual     | 3m     | yaktubāni |            |           |          |           |
| plural   | 1      | naktubu   | nettafeg   | nimaadnaa | nínaw    | muna shan |
| plural   | 2m     | taktubūna | tettafgem  | timaadaan | tínawna  | kuna shan |
| plural   | 2f     | taktubna  | tettafgemt | timaadaan | tínawna  | kuna shan |
| plural   | 3m     | yaktubūna | ttafgen    | yimaadaan | ínawna   | suna shan |
| plural   | 3f     | yaktubna  | ttafgent   | yimaadaan | ínawna   | suna shan |

아프리카아시아어족 언어가 광범위하게 공유하는(그러나 모두가 공유하는 것은 아닌) 특징은 다음과 같은 것이 있다.
- 강조자음의 존재. 언어에 따라 성문음화된 자음이나 후두음화된 자음, 방출음 등으로 다양하게 실현된다.
- VSO형 언어유형론을 기본으로 SVO형의 경향.
- 단수형에서 두 성을 갖는 체계. 여성은 /t/로 표시.
- 모든 아프리카아시아어족의 하위 어파는 사동 접사 s의 증거를 가짐.
- 셈어와 베르베르어, 쿠시어파(베자어 포함) 차드어파는 소유격 접사를 갖고 있음.
- 니스바 파생이 -j (전기 이집트어) 또는 -ī(셈어)로 실현됨[27]
- 어근 내부의 변이(모음의 변화 및 자음 중복)와 접두사, 접미사를 모두 이용하여 단어가 굴절하는 형태론.

아프리카아시아어족 언어 사이에서 가장 두드러지게 공유되는 특징 한 가지는 접미사를 이용하는 동사 활용으로(이 단락 첫부분의 표를 참고), /ʔ t n y/로 시작하는 접미사들의 독특한 패턴을 가지며, 특히 3인칭 단수 남성의 /y-/가 3인칭 단수 여성과 2인칭 단수의 /t-/와 대립하는 패턴을 가진다.
Ehret(1996)에 따르면, 오모어파와 차드어파 및 특정 쿠시어파에서 성조 언어들이 나타난다. 셈어파와 베르베르어파, 이집트어파에서는 일반적으로 성조를 음소적으로 사용하지 않는다.

## 공유하는 어휘
다음은 아프리카아시아어족 동계어의 몇 가지 예시로, 열 가지 대명사와 3 개의 명사, 3개의 동사를 포함한다.
출처: Christopher Ehret, Reconstructing Proto-Afroasiatic (Berkeley: University of California Press, 1995).
주의사항: Ehret는 그의 어원에서 베르베르어를 이용하지 않았으며, 다음과 같이 진술했다(1995: 12). "베르베르조어 어휘의 광범위한 재구는 대안적으로 가능한 어원을 정리하는 데 도움을 줄 수 있지만 아직 이용 가능하지 않다." 이곳에 있는 베르베르어 동계어는 영어 위키백과 문서의 옛 버전에서 가져온 것이며, 추후 빈 자리를 채우고 출처를 달 필요가 있다.
기호 목록: Ehret(1995: 70)을 따라, 모음 위의 반대 곡절은 ˇ상승 성조를 나타내며, 모음 위의 곡절 ^는 하강 성조를 나타낸다. V는 알려지지 않은 속성의 모음을 나타내며. Ɂ는 성문파열음을 나타낸다. *는 관련 언어들 사이의 비교를 통해 재구된 형태를 나타낸다.
| 아프리카아시아조어                                  | 오모어파                                    | 쿠시어파                                         | 차드어파                | 이집트어파                                       | 셈어파                                            | 베르베르어파                          |
| --------------------------------------------------- | ------------------------------------------- | ------------------------------------------------ | ----------------------- | ------------------------------------------------ | ------------------------------------------------- | ------------------------------------- |
| *Ɂân- / *Ɂîn- 또는 *ân- / *în- ‘내가’ (독립 대명사) | *in- ‘내가’ (Maji (북오모어군))             | *Ɂâni ‘내가’                                     | *nV ‘I’                 | ink, *ʲānak '내가'                               | *Ɂn ‘내가’                                        | nek / nec ‘내가, 나를’                |
| *i 또는 *yi ‘나를, 나의’ (의존)                     | i ‘내가, 나를 , 나의’ (아리어 (남오모어군)) | *i 또는 *yi ‘나의’                               | *i ‘나를, 나의’ (의존)  | -i, *-aʲ (1인칭 단수 접미사)                     | *-i ‘나를, 나의’                                  | inu / nnu / iw ‘my’                   |
| *Ɂǎnn- / *Ɂǐnn- 또는 *ǎnn- / *ǐnn- ‘우리’           | *nona / *nuna / *nina (북오모어군)          | *Ɂǎnn- / *Ɂǐnn- ‘우리’                           | —                       | inn, *ʲānan ‘우리’                               | *Ɂnn ‘우리’                                       | nekni / necnin / neccin ‘우리’        |
| *Ɂânt- / *Ɂînt- 또는 *ânt- / *înt- ‘너’             | *int- ‘너’                                  | *Ɂânt- ‘너’                                      | —                       | nt-, *ʲānt- ‘너’                                 | *Ɂnt ‘너’                                         | netta "그" (keyy / cek "너"(남성) )   |
| *ku, *ka ‘너’ (남성 단수, 의존)                     | —                                           | *ku ‘너의’ (남성 단수) (PSC)                     | *ka, *ku (남성 단수)    | -k (2인칭 남성 단수)                             | -ka (2인칭 남성 단수 접미사) (아랍어)             | inek / nnek / -k "너의" (남성 단수)   |
| *ki ‘너’ (여성 단수, 의존)                          | —                                           | *ki ‘너의’ (여성 단수)                           | *ki ‘너’ (여성 단수)    | -ṯ (여성 단수 접미사, < *ki)                     | -ki (2인칭 단수 여성 접미사. ) (아랍어)           | -m / nnem / inem "너의" (여성 단수)   |
| *kūna ‘너희’ (의존)                                 | —                                           | *kuna ‘너희의’ (PSC)                             | *kun ‘너희’             | -ṯn, *-ṯin ‘너희’                                | *-kn ‘너희, 너희의’(여성 복수)                    | -kent, kennint "너희" (여성 복수)     |
| *si, *isi ‘그, 그녀, 그것’                          | *is- ‘그가’                                 | *Ɂusu ‘그가’, *Ɂisi ‘그녀가’                     | *sV ‘그가’              | sw, *suw ‘그가, 그를’, sy, *siʲ ‘그녀가, 그녀를’ | *-šɁ ‘그가’, *-sɁ ‘그녀가’ (MSA)                  | -s / nnes / ines "그의/그녀의/그것의" |
| *ma, *mi ‘무엇?’                                    | *ma- ‘무엇?’ (NOm)                          | *ma, *mi (의문사 어근)                           | *mi, *ma ‘무엇?’        | m ‘무엇?’, ‘누구?’                               | mā (아랍어, 히브리어) / mu? (아시리아어) ‘무엇?’  | ma? / mayen? / min? "무엇?"           |
| *wa, *wi ‘무엇?’                                    | *w- ‘무엇?’                                 | *wä / *wɨ ‘무엇?’ (아가우어)                     | *wa ‘누구?’             | wy ‘어떻게...!’                                  |                                                   | mamek? / mamec? / amek? "어떻게?      |
| *dîm- / *dâm- ‘피’                                  | *dam- ‘피’ (공가어)                         | *dîm- / *dâm- ‘red’                              | *d-m- ‘피’ (서차드어군) | i-dm-i ‘붉은 리넨’                               | *dm / dǝma (아시리아어) / dom (히브리어) ‘피’     | idammen "피"                          |
| *îts ‘형제’                                         | *itsim- ‘형제’                              | *itsan or *isan ‘형제’                           | *sin ‘형제’             | sn, *san ‘형제’                                  | aẖ (Hebrew) "형제"                                | uma / gʷma "형제"                     |
| *sǔm / *sǐm- ‘이름’                                 | *sum(ts)- ‘이름’ (북오모어군)               | *sǔm / *sǐm- ‘이름’                              | *ṣǝm ‘이름’             | smi ‘보고하다 ,알리다’                           | *ism (아랍어) / shǝma (아시리아어) ‘이름’         | isen / isem "이름"                    |
| *-lisʼ- ‘핥다’                                      | litsʼ- ‘핥다’ (디메어 (남오모어군))         | —                                                | *alǝsi ‘혀’             | ns, *nīs ‘혀’                                    | *lsn ‘혀’                                         | iles "혀"                             |
| *-maaw- ‘죽다’                                      | —                                           | *-umaaw- / *-am-w(t)- ‘죽다’ (소말리조어, 2단계) | *mǝtǝ ‘죽다’            | mwt ‘죽다’                                       | *mwt / mawta (아시리아어) ‘죽다’                  | mmet "죽다"                           |
| *-bǐn- ‘짓다, 만들다; 집’                           | bin- ‘짓다, 만들다’ (디메어 (남오모어군))   | *mǐn- / *mǎn- ‘집’; man- ‘만들다’ (베자어)       | *bn ‘짓다’; *bǝn- ‘집’  | —                                                | *bnn / bani (아시리아어) / bana (히브리어) ‘짓다’ | *bn(?) (esk "짓다")                   |

| 수 | 아프리카아시아조어 형태 | 의미             | 베르베르어파 | 차드어파 | 쿠시어파 | 이집트어파 | 오모어파 | 셈어파 |
| -- | ----------------------- | ---------------- | ------------ | -------- | -------- | ---------- | -------- | ------ |
| 1  | *ʔab                    | 아버지           | ✔            | ✔        | ✔        |            |          | ✔      |
| 2  | (ʔa-)bVr                | 소               |              | ✔        | ✔        | ✔          |          | ✔      |
| 3  | (ʔa-)dVm                | 붉다, 피         | ✔            | ✔        | ✔        | ✔          |          | ✔      |
| 4  | *(ʔa-)dVm               | 땅, 들, 흙       |              | ✔        |          |            |          | ✔      |
| 5  | ʔa-pay-                 | 입               |              | ✔        | ✔        |            |          | ✔      |
| 6  | ʔigar/ *ḳʷar-           | 집, 울타리       | ✔            | ✔        | ✔        | ✔          |          | ✔      |
| 7  | *ʔil-                   | 눈               | ✔            | ✔        | ✔        | ✔          |          |        |
| 8  | (ʔi-)sim-               | 이름             | ✔            | ✔        |          | ✔          |          | ✔      |
| 9  | *ʕayn-                  | 눈               |              |          |          | ✔          |          | ✔      |
| 10 | *baʔ-                   | 가다             |              | ✔        | ✔        |            |          | ✔      |
| 11 | *bar-                   | 아들             | ✔            | ✔        |          |            |          | ✔      |
| 12 | *gamm-                  | 갈기, 턱수염     |              | ✔        | ✔        |            |          | ✔      |
| 13 | *gVn                    | 볼, 턱           |              | ✔        |          |            |          | ✔      |
| 14 | *gʷarʕ-                 | 목구멍           |              | ✔        | ✔        |            |          | ✔      |
| 15 | *gʷinaʕ-                | 손               |              | ✔        | ✔        |            |          |        |
| 16 | *kVn-                   | 남편의 다른 아내 | ✔            | ✔        |          |            |          | ✔      |
| 17 | *kʷaly                  | 콩팥             |              | ✔        | ✔        |            | ✔        | ✔      |
| 18 | *ḳa(wa)l-/ *qʷar-       | 말하다, 부르다   |              | ✔        |          |            |          | ✔      |
| 19 | *ḳas-                   | 뼈               | ✔            | ✔        |          | ✔          |          |        |
| 20 | *libb                   | 심장             |              | ✔        | ✔        |            |          | ✔      |
| 21 | *lis-                   | 혀               | ✔            | ✔        |          |            |          | ✔      |
| 22 | *maʔ-                   | 물               | ✔            | ✔        |          | ✔          |          | ✔      |
| 23 | *mawVt-                 | 죽다             | ✔            | ✔        |          | ✔          |          | ✔      |
| 24 | *sin-                   | 이, 이빨         | ✔            | ✔        |          |            |          | ✔      |
| 25 | *siwan-                 | 알다             | ✔            | ✔        |          | ✔          |          |        |
| 26 | *inn-                   | 나, 우리         | ✔            |          | ✔        | ✔          |          | ✔      |
| 27 | *-k-                    | 너               | ✔            | ✔        | ✔        |            |          | ✔      |
| 28 | *zwr                    | 씨앗             |              |          | ✔        |            |          | ✔      |
| 29 | *ŝVr                    | 뿌리             |              | ✔        |          |            |          | ✔      |
| 30 | *šun                    | 자다, 꿈꾸다     |              | ✔        |          |            |          | ✔      |

### 어원 서적
주요한 아프리카아시아어족 어원 사전으로는 다음과 같은 것들이 있다.
- Cohen, Marcel. 1947. Essai comparatif sur le vocabulaire et la phonétique du chamito-sémitique. Paris: Champion.
- Diakonoff, Igor M. et al. 1993–1997. "Historical-comparative vocabulary of Afrasian", St. Petersburg Journal of African Studies 2–6.
- Ehret, Christopher. 1995. Reconstructing Proto-Afroasiatic (Proto-Afrasian): Vowels, Tone, Consonants, and Vocabulary (= University of California Publications in Linguistics 126). Berkeley and Los Angeles: University of California Press.
- Orel, Vladimir E. and Olga V. Stolbova. 1995. Hamito-Semitic Etymological Dictionary: Materials for a Reconstruction. Leiden: Brill. ISBN 90-04-10051-2.

## 같이 보기
- 아프리카의 언어
- 노스트라트어족